# Rita Rapp-Lennmor

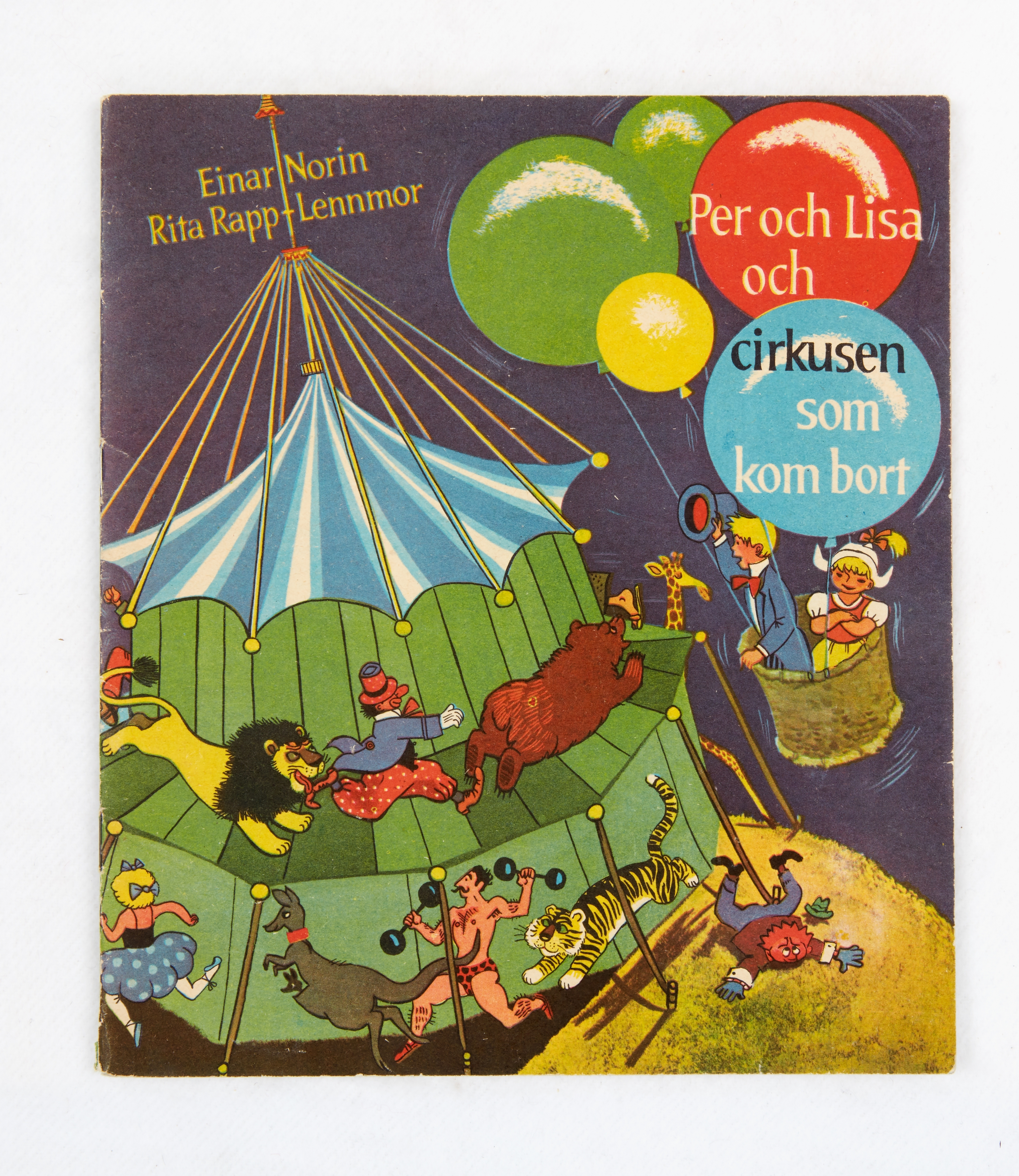
Per och Lisa och cirkusen som kom bort. Häfte av Einar Norin illustrerad av Rita Rapp-Lennmor utgiven av Konsum/Kooperativa.

Rita Marjatta Rapp-Lennmor, född 17 januari 1924 i Helsingfors, död 13 april 2001 i Gustav Vasa församling i Stockholm, var en finländsk-svensk målare och tecknare.
Hon var dotter till konstnären Aarne Rapp och Lilly Elisabeth Manselius och från 1957 gift med Nils Lennmor. Hon studerade vid Centralskolan för konstflit i Helsingfors 1942–1945 och bedrev självstudier under resor till Paris och Indien. Tillsammans med Helga Henschen, Einar Norelius, Erik Palmqvist och Stig Lindberg medverkade hon i utställningen Svenska sagotecknare på Galerie S:t Nikolaus i Stockholm 1956. Som illustratör illustrerade hon delar av All världens berättare 1948–1956 och Margit von Willebrand-Hollmérus Filurer i päls samt Gerd Ribbings Sätt och vett, hon skrev dessutom några sagoböcker själv. Hennes konst består huvudsakligen av sagoteckningar och novellillustrationer utförda i akvarell, gouache eller tusch. Hon är gravsatt i minneslunden på Norra begravningsplatsen utanför Stockholm.
Rapp-Lennmor finns representerad vid bland annat Sörmlands museum.